# TV Cinesom
TV Cinesom foi um estúdio de dublagem brasileiro, com sede na cidade do Rio de Janeiro.
Em 1960, após algumas produções dos Estados Unidos terem feito bastante sucesso no Brasil, a direção da TV Tupi decidiu abrir seu próprio estúdio de dublagem, visando criar uma nova fonte de renda para a empresa. Dessa forma, entre maio e julho de 1960, foi fundada a TV Cinesom, com sua primeira sede no bairro de Botafogo.
A TV Cinesom só foi negociada com o grupo da TV Tupi (Almeida Castro e Calmon) após 1967, pois desde o início era do Empresário/Produtor Victor Berbara.
O estúdio encontrou uma grande dificuldade para iniciar suas operações, devido a dificuldades financeiras da TV Tupi e a forte concorrência com outros estúdios de dublagem da cidade. Para viabilizar a criação do estúdio, a Tupi do Rio fez empréstimos para comprar os equipamentos de dublagem e mixagem. No entanto, só conseguiu comprar equipamentos de baixa qualidade e até mesmo usados.
Apesar de trabalhar com dubladores conhecidos e experientes, que faziam excelentes trabalhos de interpretação, o estúdio sofreu com a péssima qualidade do áudio, pois o som ficava "abafado" e com chiados. Ainda assim, a TV Cinesom conseguiu dublar séries de enorme sucesso, como O Fugitivo e a terceira temporada de Batman.
Em 1968, após a morte de Assis Chateaubriand (fundador dos Diários Associados que eram os proprietários da TV Tupi), uma crise econômica afetou todas as empresas do grupo. As despesas da TV Cinesom já não se pagavam, e com o fortalecimento no mercado da AIC São Paulo e da Herbert Richers, perdeu muitas distribuidoras que buscavam uma qualidade melhor para as produções.
Sem dinheiro para investir na renovação de seus equipamentos e com cada vez menos clientes, a TV Cinesom encerrou suas atividades definitivamente em março de 1971.